# Rio Bravo (film)
Pour les articles homonymes, voir Rio Bravo.
Pour plus de détails, voir Fiche technique et Distribution.
Rio Bravo est un western américain réalisé par Howard Hawks, sorti en 1959.
Le film suit un shérif qui arrête le frère de l'homme le plus puissant de la région. Il n'a pour alliés qu'un adjoint ivrogne, un vieillard boiteux, un gamin virtuose du revolver, une joueuse de poker et un hôtelier mexicain, et contre lui une armée de tueurs.
Le film est inscrit en 2014 au National Film Registry pour être conservé à la bibliothèque du Congrès.

## Synopsis

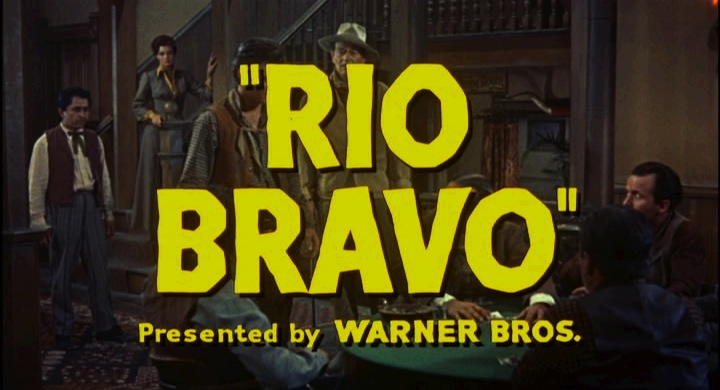

Dans la ville de Rio Bravo (comté de Presidio, Texas), le shérif adjoint Dude (Dean Martin) a acquis le surnom méprisant de « Borrachón » (« poivrot ») en raison de son alcoolisme. Il entre dans un saloon pour boire un verre. Joe Burdette (Claude Akins), frère du riche éleveur Nathan Burdette, jette un dollar en argent dans un crachoir aux pieds de Dude. Alors que Dude se penche vers le crachoir, arrive le shérif du comté, John T. Chance (John Grant en version française) (John Wayne), qui éloigne le crachoir d'un coup de pied. Dude l'assomme avec un morceau de bois. Joe se met à frapper Dude pendant que deux de ses hommes le tiennent, puis tire sur un homme non armé qui tente d'intervenir et le tue.
Joe Burdette quitte le saloon et se dirige vers celui de son frère, où le shérif Chance, bien que blessé, l'arrête pour meurtre. Quand un autre membre de la bande de Burdette veut pointer son arme sur le shérif, Dude lui arrache l'arme des mains. Le shérif et Dude traînent Joe en prison.
Pendant les funérailles de l'homme désarmé, un ami de Chance, Pat Wheeler (Ward Bond) arrive en ville avec une caravane de chariots, accompagné d'un jeune tireur, Colorado Ryan (Rick Nelson). Wheeler informe Chance que les hommes de Nathan Burdette ont verrouillé les accès de la ville pour l'empêcher d'emmener Joe à Presidio, le chef-lieu du comté, ou de recevoir des renforts. À l'intérieur de la petite prison de Rio Bravo, le vieux Stumpy (Walter Brennan) veille sur la prison et sur Joe. Chance apporte un colis au propriétaire de l'hôtel, Carlos Remonte : de la lingerie rouge pour son épouse, Consuela (Estelita Rodriguez). Une femme mystérieuse, Feathers (Angie Dickinson), arrive pour une nuit. Elle est venue par la diligence, dont une roue a été cassée (peut-être par les hommes de Burdette), ce qui retarderait son départ.
Dude et Chance patrouillent en ville, quand Carlos arrête le shérif, pour lui dire que Wheeler parle trop de l'aide dont il a besoin. Chance demande à Wheeler de se taire, pour éviter que des innocents ne soient blessés. Chance lui raconte que trois ans plus tôt Dude était un tireur de premier ordre, jusqu'à ce qu'il rencontre une danseuse de mauvaise vie. Ils étaient partis ensemble, mais six mois plus tard, Dude était revenu seul et ivrogne. Wheeler suggère que Colorado apporte son aide, mais celui-ci décline poliment, en disant qu'il veut « s'occuper de ses affaires ».
Feathers gagne au poker. Chance la suit dans sa chambre, certain qu'elle a triché, car il avait remarqué l'absence de trois as dans le jeu de cartes utilisé. Il lui montre l'affiche d'une femme recherchée pour tricherie. Feathers reconnaît être la fille de l'affiche, mais nie avoir triché ce jour. Elle propose à Chance de rechercher les cartes manquantes sur elle. Colorado arrive en disant qu'un autre joueur est probablement le vrai tricheur. Ils démasquent le vrai tricheur encore à la table et lui ordonnent de repartir par la prochaine diligence. Chance reconnaît avoir eu tort, mais refuse de s'excuser.
Quand Wheeler rentre à l'hôtel, il est abattu par un homme de Burdette caché dans l'écurie. Colorado propose alors son aide, mais Chance la refuse en lui disant qu'il aurait dû protéger son patron et saisir sa première proposition. Chance et Dude débusquent et blessent le tireur, qui se réfugie dans le saloon de Nathan. Dude avait remarqué que l'homme avait des bottes boueuses, or tout le monde au bar a des bottes propres. Pour montrer que Dude est un ivrogne et veut boire, un des hommes de Burdette jette un dollar en argent dans un crachoir. Mais Dude remarque que des gouttes de sang coulent dans un verre depuis l'étage. Il tire vers l'étage et tue le meurtrier de Wheeler, puis se venge de l'homme qui a lancé le dollar en l'obligeant à aller le chercher dans le crachoir. Chance confisque toutes les armes.

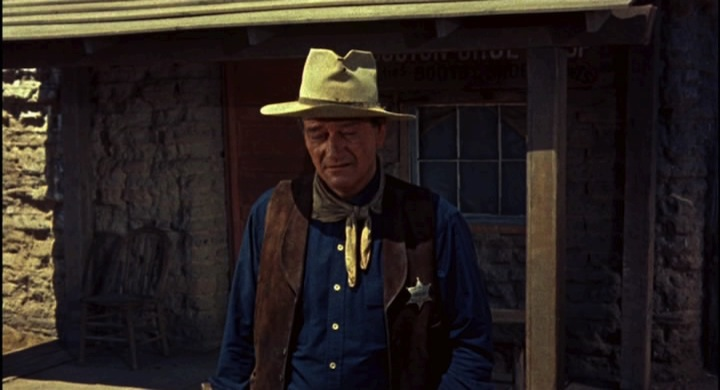
John Wayne.
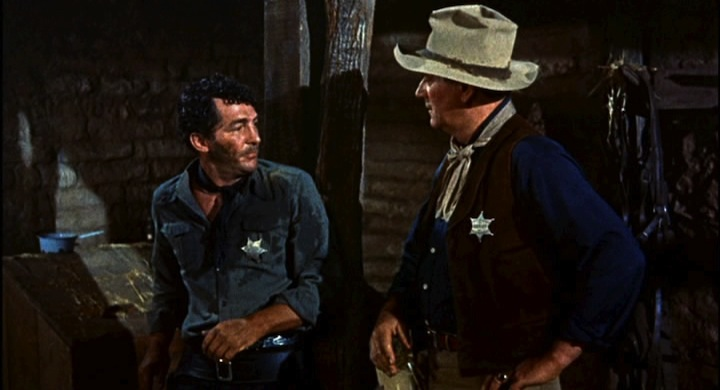
Dean Martin et John Wayne.
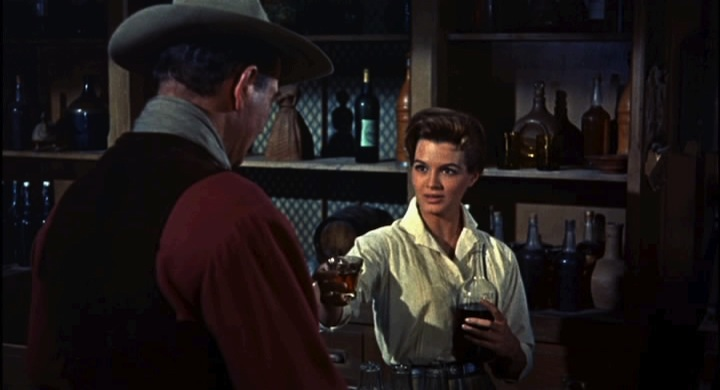
John Wayne et Angie Dickinson.
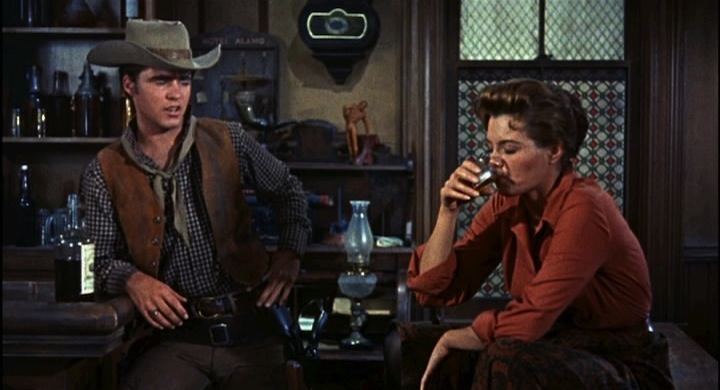
Ricky Nelson et Angie Dickinson.

Chance rentre à son hôtel pour dormir et discute avec Feathers qui lui raconte un peu son histoire. Elle vivait avec un joueur qui trichait à son insu et a été tué. Au matin, quand Chance se lève, Carlos lui révèle que Feathers a monté la garde toute la nuit, assise sur une chaise devant sa porte. Chance lui demande pourquoi elle a fait cela, mais elle refuse de répondre. Chance insiste pour qu'elle parte par la prochaine diligence.
Plus tard, Nathan Burdette (John Russell) arrive avec ses hommes pour voir son frère Joe. Dude, de garde à l'entrée de la ville, oblige Nathan et ses hommes à déposer les armes avant d'entrer en ville. Nathan voit Joe, puis a une vive discussion avec le shérif qui le prévient que s'il essaie de libérer son frère, celui-ci sera tué « accidentellement ». Nathan se rend ensuite dans son saloon et demande à son groupe de jouer toute la nuit El Deguello (« la chanson du coupe-gorge »).
Carlos annonce au shérif que Feathers a refusé de partir. Chance va la voir et elle le lui confirme, puis l'embrasse. Colorado se rend à la prison pour expliquer la signification de la chanson du deguello : c'est un air joué par les Mexicains lors du siège de Fort Alamo pour indiquer qu'ils ne feraient pas de prisonniers. Chance rend ses pistolets à Dude (qui les avait vendus pour s'acheter à boire, mais que Chance avait rachetés) ainsi que les vêtements qu'il avait laissés. Dude se change et se rase, puis retourne à la prison, pendant que Chance et Feathers discutent. Elle lui dit que Carlos lui a proposé de travailler pour l'aider. Soudain, on entend un coup de feu et Chance court à la prison, pour découvrir que c'était le vieux Stumpy qui avait tiré sur Dude sans le reconnaître. Dude et Stumpy se disputent. Chance rentre à son hôtel et boit un verre avec Feathers. Plus tard dans la nuit, il se rend compte que Feathers veille encore. Il l'emporte dans sa chambre (sans plus de précision).
Au matin, pendant que Dude est de garde à l'entrée de la ville, quatre hommes de Burdette l'attaquent par derrière, le ligotent et le poussent dans une écurie. Cachant leurs armes, ils s'approchent de Chance près de l'hôtel avec un faux blessé puis sortent leurs armes alors que celle de Chance est hors d'atteinte. Ils lui demandent de libérer Joe. Dans l'hôtel, Colorado imagine un plan. Il demande à Feathers de jeter un pot de fleurs à travers une fenêtre pour distraire les hommes de Burdette : au même moment il jaillit sur le perron, lance son fusil à Chance et les deux hommes abattent les quatre hommes de Burdette. Chance court jusqu'à l'étable libérer Dude. Celui-ci, frustré de s'être laissé surprendre, démissionne de son poste d'adjoint. Colorado accepte de rejoindre Chance, puis Dude revient sur sa décision, et cesse de boire en entendant le deguello et comprenant sa signification.
Le groupe décide de se barricader dans la prison, car plusieurs jours seront nécessaires pour qu'un shérif fédéral arrive de Presidio pour emmener Joe. Dude et Chance se rendent à l'hôtel pour chercher des provisions. Mais Carlos et Consuela sont capturés par les hommes de Burdette. Et Chance tombe dans l'escalier, victime d'un piège. Dude et Feathers sont également capturés. Les hommes de Burdette donnent un choix à Chance : se rendre à la prison et libérer Joe, sinon les hommes de Burdette imposeront à Stumpy un échange contre Dude et Feathers. Dude implore Chance de laisser sortir Joe, en disant que Stumpy n'a pas assez de nourriture ou d'eau pour tenir longtemps. Chance accepte, et les trois hommes vont à la prison. Mais la proposition de Dude était une ruse, car Colorado est avec Stumpy et ils abattent les hommes de Burdette, à l'exception d'un seul qui n'est que blessé.
Ceux restés à l'hôtel ont emmené Dude pour l'échanger contre Joe. Chance accepte l'échange qui doit se faire dans un entrepôt en bordure de la ville. Pour l'échange, il est prévu que Dude et Joe marchent l'un vers l'autre, en direction du camp qui va les accueillir. Mais au moment où ils vont se croiser, Dude se précipite sur Joe et le propulse avec lui à l'abri d'un bâtiment. Une fusillade éclate et Dude finit par tuer Joe. On lui fait passer un revolver. Stumpy qui a suivi alors qu'on lui avait demandé de rester en arrière, apporte des bâtons de dynamite pris dans un des chariots de Wheeler. Il les lance sur le bâtiment où Burdette et ses hommes se sont réfugiés. Chance et Dude font exploser les bâtons de dynamite. Burdette et ses hommes sortent du bâtiment et se rendent.
Burdette et ses hommes étant en prison, Chance va voir Feathers qui a mis des collants noirs pour chanter au saloon. Il menace de l'arrêter en disant que lui seul a le droit de la voir dans cette tenue. Feathers comprend que c'est sa façon de lui dire qu'il l'aime, et elle l'embrasse.

## Fiche technique
- Titre : Rio Bravo
- Réalisation : Howard Hawks
- Scénario : Jules Furthman, Leigh Brackett, d'après une nouvelle de B. H. McCampbell (Barbara Hawks McCampbell[1])
- Musique : Dimitri Tiomkin
- Photographie : Russell Harlan
- Montage : Folmar Blangsted
- Direction artistique : Leo K. Kuter
- Décors : Ralph S. Hurst
- Costumes : Marjorie Best
- Production : Howard Hawks
- Sociétés de production : Armada Productions
- Société de distribution : Warner Bros.
- Pays de production :  États-Unis
- Format : Couleurs (Technicolor) - 1,37:1 à l'origine, réédité en 1,85:1[2] - 35 mm - Mono
- Genre : western
- Durée : 141 minutes
- Dates de sortie :
  - États-Unis : 18 mars 1959 (première), 4 avril 1959 (sortie nationale) ;
  - France : 21 octobre 1959.
- Affiche : Jean Mascii (France)

## Distribution
- John Wayne (VF : Raymond Loyer) : John T. Grant (Chance en VO), Shérif.
- Dean Martin (VF : Claude Bertrand) : Dude, adjoint alcoolique du shérif, appelé « Borrachón » par les Mexicains.
- Angie Dickinson (VF : Nelly Benedetti) : la fille aux plumes (Feathers en VO).
- Ricky Nelson (VF : Michel François) : Colorado Ryan.
- Walter Brennan (VF : Paul Villé) : Stumpy, le gardien de la prison, vieillard boiteux et bougon.
- Ward Bond (VF : Jean Clarieux) : Pat Wheeler.
- John Russell (VF : Serge Sauvion) : Nathan Burdette, riche propriétaire.
- Claude Akins (VF : Jacques Thébault) : Joe Burdette.
- Pedro Gonzalez Gonzalez (VF : Serge Lhorca) : Carlos Remonte.
- Estelita Rodriguez (VF : Estelle Gérard) : Consuelo Remonte, femme de Carlos.
- Harry Carey Jr. : Harold[3].
- Malcolm Atterbury (VF : Robert Bazil) : Jake.
- Walter Barnes (VF : Fernand Fabre) : Charlie, le barman.
- Bob Steele : Matt Harris.
- Bing Russell : le cowboy tué dans le saloon.
- Myron Healey : l'homme de main de Burdette dans le saloon.
- Eugene Iglesias : le premier homme de Burdette abattu.
- Fred Graham : le deuxième homme de Burdette abattu.
- Tom Monroe : un homme de main.
- Riley Hill : le messager.
- Robert Donner (non crédité).

Cascades
- Jack N. Young.

## Production

### Attribution des rôles
Aux côtés de John Wayne, deux rôles masculins sont tenus par deux stars de la chanson.
Dean Martin a déjà joué dans de nombreux films. Divers acteurs vedettes du moment avaient été sollicités, mais Dean Martin, qui travaillait à Las Vegas, fit preuve de sa motivation en venant spécialement auditionner en avion. S'il était reconnu comme chanteur, Martin ne s'imposait pas tout à fait comme comédien. La série de pochades, dont il avait partagé la vedette avec Jerry Lewis, n'œuvrait guère à cette reconnaissance, d'autant que le partage était rien moins qu'équitable, Lewis ayant toujours la part du lion. Après Le Bal des maudits (The Young Lions), tourné l'année précédente avec Edward Dmytryk, Dean Martin trouvait dans le rôle de Dude l'occasion de confirmer ses qualités d'acteur dramatique.
Le jeune Ricky Nelson vient, lui, de faire un tube mais n'est pas un comédien très aguerri. Hawks confiera plus tard qu'il fut obligé d'écourter les répliques de son personnage, Colorado, et que la Warner voulait surtout avoir Nelson dans le film pour attirer un public féminin généralement peu intéressé par les westerns mais que la seule présence du beau Ricky suffirait à faire venir. Selon Hawks, il rapporta à la Warner plus d'un million de dollars.
Le premier choix de Hawks pour incarner Colorado était Elvis Presley. Mais les exigences démesurées de son agent (un cachet prohibitif et son nom tout en haut de l'affiche) firent capoter les négociations.

### Titre du film
Le río Grande, côté américain, est nommé río Bravo côté mexicain. Fleuve long de 3.060 km qui prend sa source dans le Colorado et qui se jette dans le golfe du Mexique.  Il sert de frontière naturelle entre le Mexique et les États-Unis sur 2.018 km. John Ford tourne Rio Grande en 1950 avec John Wayne et Maureen O'Hara, et Howard Hawks tourne Rio Bravo en 1958 avec John Wayne et Dean Martin.  En 1959 Robert Parrish tourne L'Aventurier du Rio Grande (The Wonderful Country) avec Robert Mitchum et Julie London.

### Tournage
Le film a été tourné aux studios d'Old Tucson, à Tucson, Arizona, après cependant quelques reconstructions.

### Musique
L'environnement musical du film exploite El Deguello, thème traditionnel mexicain, réutilisé dans d'autres westerns. Deguello signifie « égorgement ». Il s'agit de la chanson chantée par les Mexicains pendant le siège de Fort Alamo. Cependant le thème du film n'est pas le véritable air joué à Fort Alamo, que Hawks jugeait trop « faible », mais une composition originale de Dimitri Tiomkin, réutilisée dans Alamo de John Wayne.
À cela s'ajoute une scène de « détente » inattendue avec le shérif Chance et ses trois adjoints alors qu'ils se sont barricadés dans la prison avec leur prisonnier. Dean Martin commence à chanter a cappella My Rifle, My Pony and Me, rejoint par Ricky Nelson qui vient d'attraper une guitare. Puis Nelson se met à chanter Cindy Cindy (en), air très populaire du folklore traditionnel américain dans lequel il est coutumier que chaque chanteur ajoute ses propres paroles, tandis que Walter Brennan l'accompagne à l'harmonica.

## Box-office
Le film fut un succès commercial, rapportant la somme de 5 200 000 dollars de recette. C'est le 2e plus gros succès de la carrière d'Howard Hawks. Ce n'est qu'à terme qu'il est apparu comme un des plus grands westerns.

## Analyse

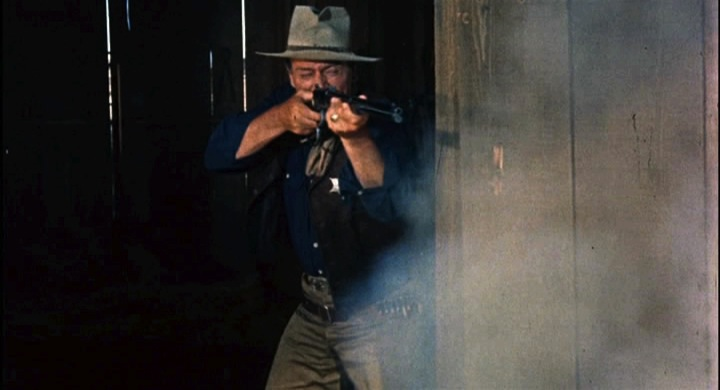
John Wayne, le shérif Chance.

Rio Bravo fait partie des westerns légendaires des années 1950. Tourné quelque sept années après Le train sifflera trois fois, il est souvent considéré comme étant la réponse de Howard Hawks et John Wayne à Fred Zinnemann. Dans ce dernier, Gary Cooper essaie (en vain) d'obtenir l'aide de la population pour lutter contre le retour de tueurs. Dans la scène finale, il jette par terre son étoile de shérif, ce que John Wayne considérait comme une attitude anti-américaine.
Le train sifflera trois fois va à l'encontre des valeurs du western auxquelles croit Hawks : plutôt que de paniquer et de quémander de l'aide comme le fait Gary Cooper, le shérif Chance interprété par Wayne passe son temps à refuser l'assistance d'alliés incompétents — « S'ils sont vraiment bons, je les prendrai. Sinon il faudra que je m'en charge » —, même si ceux-ci le tirent d'affaire à plusieurs reprises.

Hawks déclara : 

« On a fait le contraire exactement de ce qui me déplaisait dans High Noon, et ça a marché. »

John Wayne campe donc un shérif très professionnel, très sûr de lui, prêt à assumer seul le poids de ses responsabilités, expliquant que les « pères de familles » n'ont pas à prendre les armes pour protéger la population. Chance fait respecter la loi du peuple face à la loi des armes et des puissants ; c'est la fin du Far-west sauvage. Sous ses abords rugueux, il conduit ceux qui l'entourent à retrouver une image satisfaisante d'eux-mêmes.
À noter que la musique des deux films est signée par le même compositeur, Dimitri Tiomkin.

## Postérité et hommages
Le canevas du film, qui reprend en partie celui du Train sifflera trois fois de Fred Zinnemann en 1952 et de 3h10 pour Yuma de Delmer Daves en 1957, a lui-même été repris de nombreuses fois, notamment par John Carpenter dans Assaut et par George A. Romero dans ses films d'horreur.[réf. nécessaire] Hawks lui-même l'a de nouveau décliné deux fois ultérieurement.

### Films apparentés
- 1952 : Le train sifflera trois fois (High Noon) de Fred Zinnemann.
- 1957 : 3 h 10 pour Yuma (3:10 to Yuma) de Delmer Daves.
- 1966 : El Dorado de Howard Hawks.
- 1970 : Rio Lobo de Howard Hawks.
- 1976 : Assaut (Assault on Precinct 13) de John Carpenter.
- 2002 : Nid de guêpes de Florent Emilio-Siri.
- 2005 : Assaut sur le central 13 (Assault on Precinct 13) de Jean-François Richet.
- 2007 : 3 h 10 pour Yuma (3:10 to Yuma) de James Mangold.

### Bande dessinée
Jean-Michel Charlier a réutilisé le scénario pour l'album de Blueberry L'Homme à l'étoile d'argent, les frères Burdette devenant les frères Bass, et les adjoints de Blueberry étant ses compagnons habituels dans la série.

### Autre hommage
Quentin Tarantino (Pulp Fiction, Reservoir Dogs) a déclaré que Rio Bravo était l'un de ses films favoris.[réf. nécessaire]

### Inscription au NFR
Le film est inscrit en 2014 au National Film Registry pour être conservé à la bibliothèque du Congrès.

## Autour du film
Rio bravo fut le dernier film de Ward Bond qui mourut l'année suivante d'une crise cardiaque. Au total, son grand ami John Wayne et lui ont tourné ensemble dans plus d'une douzaine de films.

## Éditions DVD / Blu-ray
- En DVD chez Warner Home Vidéo France sous deux éditions :
  - édition simple le 5 septembre 2001[11] ;
  - coffret collector 2 DVD le 29 août 2007[12].
- En haute définition chez Warner Home Vidéo France, sous deux éditions :
  - édition simple le 17 septembre 2008[13] ;
  - édition Steelbook le 25 novembre 2015[14].